# Bannewitz
Bannewitz je obec nacházející se jižně od Drážďan v německé spolkové zemi Sasko. Nachází se v zemském okrese Saské Švýcarsko-Východní Krušné hory a má přibližně 11 tisíc obyvatel. Počtem obyvatel je nejlidnatější obcí bez statusu města v celém zemském okrese.

## Historie
První písemná zmínka o obci pochází z roku 1311, a to ve znění „Panewycz“. Bannewitz patřilo na začátku dvacátého století k úřednímu hejtmanství Drážďany, Possendorf naproti tomu k úřednímu hejtmanství Dippoldiswalde. V roce 1952 byly tyto dosud samostatné obce připojeny k novému okresu Freital. Po spojení okresu Freital s okresem Dippoldiswalde se Bannewitz stalo v roce 1994 součástí nového okresu Weißeritzkreis. V roce 1999 byly spojeny obce Possendorf a Bannewitz; přičemž bannewitzská část Kauscha byla začleněna do Drážďan. V srpnu 2008 Bannewitz přešlo spolu s celým okresem Weißeritzkreis do nově vytvořeného zemského okresu Saské Švýcarsko-Východní Krušné hory (Sächsische Schweiz-Osterzgebirge).

### Proces začleňování jednotlivých částí do obce
- 1915: Eutschütz
- 1922: Boderitz, Welschhufe
- 1923: Nöthnitz
- 1950: Cunnersdorf
- 1996: Goppeln
- 1999: Sloučení Bannewitz a Possendorfu

## Geografie

### Sousední obce
Bannewitz hraničí na jihu a jihovýchodě s částmi obce Kreischa (Kleba, Brösgen, Theisewitz, Kleincarsdorf a Quohren), na jihozápadě s částmi města Rabenau (Karsdorf, Oelsa, Obernaundorf), na západě s Freitalem a na severu a na severovýchodě se zemským hlavním městem Drážďany.

## Správní členění
Banewitz se dělí na 12 místních částí.
- Bannewitz
- Boderitz
- Börnchen
- Cunnersdorf
- Gaustritz
- Golberode
- Goppeln
- Hänichen
- Possendorf
- Rippien
- Welschhufe
- Wilmsdorf

## Obyvatelstvo

### Vývoj počtu obyvatel
- 1552: 11 usazených mužů
- 1764: 11 usazených mužů, 2 zahradníci, 3 domkaři
- 1834: 121 obyvatel
- 1871: 402 obyvatel
- 1890: 758 obyvatel
- 1910: 1458 obyvatel
- 1925: 3731 obyvatel
- 1939: 3884 obyvatel
- 1946: 4100 obyvatel
- 1950: 4895 obyvatel
- 1964: 4644 obyvatel
- 1990: 3340 obyvatel
- 2000: 10.105 obyvatel
- 2006: 10.742 obyvatel
- 2007: 10.703 obyvatel

## Politika

### Starosta
Christoph Fröse (bez stranické příslušnosti) od 1. dubna 2008

### Obecní rada
- Wählervereinigung BHPR: 6 křesel
- CDU: 4 křesla
- Freie Wähler Bannewitz: 3 křesla
- Die Linke: 2 Sitze
- Bürgergemeinschaft: 1 Sitz
- Wählervereinigung Kommunalabgaben: 1 Sitz
- nezávislý člen: 1 křeslo

### Partnerská města
Bannewitz udržuje vztahy se svými partnerskými městy Bräunlingen v Bádensku-Württembersku a Dubím v České republice.